# 大跃进三水库
大跃进三水库是中国吉林省长春市德惠市境内的一座水库，位于沐石河支流长太河上，建于1959年。水库正常库容为544万立方米，集雨面积为97平方千米，海拔为160.1米。